# Нитрат калия
Нитра́т ка́лия (азотноки́слый ка́лий, ка́лиевая сели́тра, кали́йная селитра, инди́йская селитра и др., химическая формула — KNO3) — неорганическая калиевая соль азотной кислоты.
В стандартных условиях, нитрат калия — это кристаллическое бесцветное вещество, нелетучее, слегка гигроскопичное, без запаха. Нитрат калия хорошо растворим в воде. Малотоксичен для живых организмов.

## Физические свойства
Нитрат калия в нормальных условиях представляет собой бесцветные кристаллы (в измельчённом состоянии белый порошок) с ионной структурой и ромбической или гексагональной кристаллической решёткой. Слегка гигроскопичен, склонен несильно слеживаться со временем. Не имеет запаха, нелетуч.
Хорошо растворим в воде, в средней степени в глицерине, жидком аммиаке, гидразине, нерастворим в чистом этаноле и эфире (в разбавленных водой растворяется плохо). Таблица растворимости в некоторых растворителях, в граммах KNO3 на 100 г H2O:
| Растворитель / Температура, °С | 0     | 10   | 20   | 25   | 30   | 40   | 60    | 80    | 100   |
| ------------------------------ | ----- | ---- | ---- | ---- | ---- | ---- | ----- | ----- | ----- |
| Вода                           | 13,9  | 21,2 | 31,6 | 37,9 | 46,0 | 61,3 | 106,2 | 166,6 | 245,0 |
| Жидкий аммиак                  | 10,52 |      |      | 10,4 |      |      |       |       |       |
| Гидразин                       |       |      | 14   |      |      |      |       |       |       |

При медленной кристаллизации вырастают очень длинные игольчатые кристаллы. Нитрат калия хорошо поддаётся очистке перекристаллизацией, причём с небольшими потерями, благодаря сильному повышению растворимости с ростом температуры.

## Химические свойства
- Разлагается при 400—520 °C с образованием нитрита калия KNO2 и кислорода O2[2] (выделение последнего увеличивает пожароопасность нитрата калия):

{\displaystyle {\mathsf {2KNO_{3}\longrightarrow 2KNO_{2}+O_{2}\uparrow }}}
- Является сильным окислителем, реагирует с горючими материалами и восстановителями, при измельчении активно и нередко со взрывом. Смеси нитрата калия с некоторыми органическими материалами склонны к самовоспламенению.

- Восстанавливается водородом в момент выделения (в реакции соляная кислота разбавленная)[2]:

{\displaystyle {\mathsf {Zn+2HCl\longrightarrow ZnCl_{2}+H_{2}^{0}}},}
{\displaystyle {\mathsf {KNO_{3}+H_{2}^{0}\longrightarrow KNO_{2}+H_{2}O}}.}
- Расплав нитрата калия может быть использован для получения металлического калия электролизом, однако из-за высоких окислительных способностей нитрата калия в расплавленном состоянии предпочтительнее гидроксид калия.

## Получение
В Средние Века и Новое Время (когда активно использовали порох) для получения нитрата калия служили селитря́ницы — кучи из смеси навоза (и других перегнивающих компонентов) с известняком, строительным мусором и прочим известняковым материалом с прослойками из соломы или хвороста, накрытые дёрном для удерживания образующихся газов.
При гниении навоза образовывался аммиак, который, накапливаясь в прослойках из соломы, подвергался нитрификации и превращался вначале в азотистую, а затем в азотную кислоту. Последняя, взаимодействуя с известняком, давала Ca(NO3)2, который выщелачивался водой. Добавка древесной золы (состоящей в основном из поташа) приводила к осаждению CaCO3 и получению раствора нитрата калия; нередко золу добавляли сразу в кучу вместо известняка, тогда калиевая селитра получалась сразу.
{\displaystyle {\mathsf {Ca(NO_{3})_{2}+K_{2}CO_{3}\longrightarrow 2\ KNO_{3}+CaCO_{3}\downarrow }}}
Реакция поташа с кальциевой селитрой (нитратом кальция) является самой древней из используемых человеком для получения нитрата калия и популярна до сих пор. Вместо поташа, впрочем, сейчас в лабораториях чаще всего используют сульфат калия, реакция очень похожа:
{\displaystyle {\mathsf {Ca(NO_{3})_{2}+K_{2}SO_{4}\longrightarrow 2\ KNO_{3}+CaSO_{4}\downarrow }}.}
Первый способ применялся вплоть до 1854 г., когда немецкий химик К. Нёльнер изобрёл производство нитрата калия, основанное на реакции более доступных и дешевых хлорида калия и нитрата натрия, доступного в виде чилийской селитры:
{\displaystyle {\mathsf {KCl+NaNO_{3}\longrightarrow KNO_{3}+NaCl}}}
Существует несколько других способов получения нитрата калия. Это взаимодействие нитрата аммония и хлорида калия с образованием нитрата калия и хлорида аммония, последний легко отделяется:
{\displaystyle {\mathsf {KCl+NH_{4}NO_{3}\longrightarrow KNO_{3}+NH_{4}Cl}}}
— наиболее применимая после реакции нитрата кальция с карбонатом или сульфатом калия.
{\displaystyle {\mathsf {KOH+HNO_{3}\longrightarrow KNO_{3}+H_{2}O}}} — в основном, демонстрационная реакция соответствующей кислоты и основания
{\displaystyle {\mathsf {21\ K+26\ HNO_{3}\longrightarrow 21\ KNO_{3}+NO\uparrow +N_{2}O\uparrow +N_{2}\uparrow +13\ H_{2}O}}} — тоже демонстрационная реакция соответствующих кислоты и металла.
{\displaystyle {\mathsf {K_{2}O+2\ HNO_{3}\longrightarrow 2\ KNO_{3}+H_{2}O}}} — демонстрационная реакция соответствующего основного оксида с соответствующей кислотой.
Также:
{\displaystyle {\mathsf {2\ KOH+N_{2}O_{5}\longrightarrow 2\ KNO_{3}+H_{2}O}},}
{\displaystyle {\mathsf {NH_{4}NO_{3}+KOH\longrightarrow NH_{3}\uparrow +KNO_{3}+H_{2}O}},}
{\displaystyle {\mathsf {K_{2}CO_{3}+2\ HNO_{3}\longrightarrow 2\ KNO_{3}+H_{2}O+CO_{2}\uparrow }}.}
{\displaystyle {\mathsf {NH_{3}+4O_{3}+KOH\longrightarrow KNO_{3}+2H_{2}O+4O_{2}\uparrow }}.}

## Природные источники и месторождения
В природе нитрат калия распространён в виде минерала нитрокалита, в Ост-Индии находится одно из крупнейших месторождений, отсюда второе название — индийская селитра. Природный нитрат калия образуется в результате разложения азотсодержащих веществ с последующим связыванием медленно выделяющегося аммиака нитробактериями, чему способствует влага и тепло, поэтому наиболее крупные залежи находятся в странах с жарким климатом. Наиболее известные месторождения нитрата калия находятся в Индии, Боливии, Австралии, Чили, ЮАР, России, США и Шри-Ланке. Он также встречается в Китае, Мексике, и других странах
В очень малых количествах нитрат калия содержится в растениях, является промежуточным продуктом при переработке ими почвенных сульфата и карбоната калия.

## Применение
Основное применение на сегодняшний день нитрат калия находит в качестве ценного удобрения, так как совмещает в себе два элемента, частично блокирующих усвоение друг друга растениями, когда находятся в составе отдельных соединений.
Применяется при изготовлении дымного пороха и некоторых других горючих смесей (например, карамельного ракетного топлива), которые почти полностью сейчас используются в производстве пиротехнических изделий.
Применяется также в электровакуумной промышленности и оптическом стекловарении для обесцвечивания и осветления технических хрустальных стёкол и придания прочности изделиям из стекла.
Расплав иногда используется в химических лабораториях и у любителей химии для получения металлического калия электролизом, наряду с гидроксидом калия.
Используется в качестве сильного окислителя в металлургии, в частности, при переработке никелевых руд.
В пищевой промышленности нитрат калия применяется в качестве консерванта E252. Сам по себе он не имеет существенного антибактериального действия, но его оказывает образующийся в результате восстановления нитрит калия в мясных продуктах, в которых нитрат калия наиболее широко используется в качестве консерванта.
Ввиду легкодоступности и низкой цены калийной селитры, её можно использовать как безопасный контрольный источник для проверки бытовых дозиметров, всё дело в природном изотопе - калии-40, придающем ей небольшую радиоактивность.